# نفرین زمین، نفرین عشق
نفرین زمین، نفرین عشق (رومانیایی: Blestemul pământului, blestemul iubirii) یک فیلم درام به کارگردانی میرچئا مورشان است که در سال ۱۹۸۱ منتشر شد.

## بازیگران
- شربان یونسکو
- تامارا بوچوچانو
- والنتین تئودوسیو
- یون بسویو
- والریا سچو
- رومولوس باربولسکو
- اُکتاویان کوتسکو
- کاترینل دومیترسکو
- کوستل کنستانتین
- پتره گئورگیو